# Hemibarbus longirostris
Hemibarbus longirostris är en fiskart som först beskrevs av Regan, 1908.  Hemibarbus longirostris ingår i släktet Hemibarbus och familjen karpfiskar. IUCN kategoriserar arten globalt som livskraftig. Inga underarter finns listade i Catalogue of Life.